# Sören Dalevi

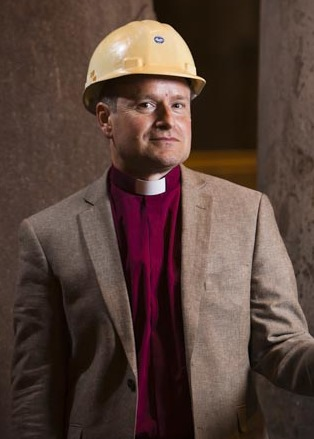

Johan Sören Dalevi (* 12. Juni 1969 in Björneborg (Teil der Gemeinde Kristinehamn, Värmland)) ist ein schwedischer lutherischer Theologe und Bischof.
Sören Dalevi arbeitete nach der Ordination 1996 als Adjunkt in Grums. Von 1997 bis 2000 war er Jugendpfarrer im Bistum Karlstad, anschließend bis 2003 Pfarrer in Karlstad. Danach war er Doktorand an der Universität Karlstad und fertigte eine religionspädagogische Dissertation an, aufgrund deren er 2007 zum Dr. theol. promoviert wurde.  Von 2008 bis 2012 war er Schulpfarrer an der Geijerskolan in Karlstad, anschließend Lektor an der Universität. Am 28. April 2016 wurde er zum Bischof des Bistums Karlstad gewählt und am 28. August in sein Amt eingeführt.